# Свети Никола (Иванчища)
Вижте пояснителната страница за други значения на Свети Никола.
„Свети Никола“ (на македонска литературна норма: „Свети Никола“) е възрожденска църква в кичевското село Иванчища, Северна Македония. Църквата е част от Кичевското архиерейско наместничество на Дебърско-Кичевската епархия на Македонската православна църква – Охридска архиепископия.
Разположена е в центъра на селото. Изградена е в средата на XIX век. Фреските във вътрешността на църквата са дело на Кузман Макриев от Галичник. Част от иконите са от 1907 и 1908 година, дело на Митре Донев от село Гари.